# Empire II: The Art of War
Empire II: The Art of War è un videogioco strategico a turni pubblicato nel 1995 per MS-DOS. È il seguito di Empire Deluxe, realizzato dagli stessi produttori.
A differenza dei precedenti titoli di Empire, il combattimento è più complesso, ma non avviene la produzione di nuove unità e si gioca su scenari predefiniti con eserciti precostruiti.